# Kohout plaší smrt (hudební skupina)
Kohout plaší smrt je kapela založená v Liberci v roce 1996. Skupina po většinu svého trvání funguje ve standardním čtyřčlenném složení – zpěv, kytara, basa, bicí. Je to převážně punková kapela, i když občas zabrousí do jiných žánrů.

## Historie
Kapela byla založená basistou Krtkem (stálý člen) a kytaristou Kafkou (už není členem). Pocházejí z Mostu a do Liberce přijeli studovat na vysokou školu. Už předtím hráli ve středoškolské kapele Braun. Společně byli v kapele 8 let, poté ale musel Kafka kapelu z rodinných důvodů opustit. Nahradil ho Honza, který je v kapele dodnes. V roce 2001 byl do kapely přijat Matěj, zpěvák, který už také z kapely odešel. Na bicí, po řadě výměn, hraje Béba.
Od roku 1997 hrají každou sezónu. V létě hrají například na festivalech Benátská noc, Keltská noc, Pod parou nebo Jiráskův hronov. Nicméně, kapela se nevyhýbá ani zahraničí. V roce 2005 projeli Francii, koncertovali také v Berlíně, Varšavě, Bratislavě a Košicích.
V roce 2016 vydalo nakladatelství Maťa o kapele knihu Nejlepší by bylo mít tučňáka ve vaně.

## Tvorba
Za dobu existence má kapela na svém kontě 7 dlouhohrajících nahrávek, jedno EP a účast na řadě kompilací s předními kapelami žánru. Prvním počinem bylo v roce 1997 demo „Mějme se rádi,“ které bylo následováno roku 1999 dílem „Nic víc, nic míň.“ Po odchodu Kafky a nástupu Honzy byla další etapa existence zahájena albem „Duševní výluka“ (2008), které doplnily ještě nahrávky „Hužva“ (2011) a „Vykřičený muž“ (2013).
Dalším hudebním počinem je EP 2016 o pěti písních, které vznikly u příležitosti kulatého výročí. Zároveň vznikly oficiální klipy k písničkám Optimista a Lodivod, které na YouTube sbírají tisíce zhlédnutí. K vyvrcholením kapelního bilancování uplynulých 20 let je pak kniha, napsaná přímo jednotlivými současnými i bývalými členy, s názvem „Nejlepší by bylo mít tučňáka ve vaně...,“ jejíž součástí je ono EP na flash disku a která byla pokřtěna 22. 10. 2016.